# Sickening Horror
Sickening Horror est un groupe grec de death metal technique, originaire de Athènes.

## Histoire
Le groupe est formé en janvier 2002 par George Antipatis (guitare électrique, chant), Ilias Daras (basse électrique) et George Kollias (batterie). En novembre 2003, le groupe sort sa première démo Promo 2003, qui comprend trois chansons. C'est à ce moment-là que George Bokos rejoint le groupe, faisant parfois office de deuxième guitariste.
Par la suite, le groupe expérimentée différents styles : black metal expérimental, jazz et musique industrielle, ce qui a donné lieu à leur premier album When Landscapes Bled Backwards, sorti en juin 2007 chez Neurotic Records auquel ils ont signé en novembre 2006. Il est mixé par Neil Kernon et masterisé par Alan Douches de West West Side Music.
En février 2007, le groupe se sépare de George Kollias, qui est remplacé par Jose Theodorakis en octobre 2007,. En mars 2008, le groupe commence sa première tournée avec des groupes comme Immolation, Melechesh et Goatwhore. La tournée comprenait 24 spectacles dans toute l'Europe. Après la tournée, ils enregistrent leur deuxième album, The Dead End Experiment. Quelques mois plus tard, le groupe se sépare de Jose Theodorakis, dont le poste est repris par Alex Zachos en avril 2009. En juillet 2009, le groupe signe un contrat avec SFC Records, et The Dead End Experiment sort en août 2009. En octobre 2009, le groupe engage de nouveau un deuxième guitariste du nom d'Andreas Karayiannis. Pour promouvoir le nouvel album The Dead End Experiment, le groupe part en tournée en novembre 2009 en tant que tête d'affiche et a donné des concerts en Russie avec des groupes comme Cephalic Impurity et Thelema.

## Style musical
Le groupe se caractérise par le haut niveau technique de ses batteurs. Le jeu de basse, très technique, est également marquant pour le son des œuvres. L'alternance fréquente de passages rapides et lents est également caractéristique du style du groupe.

## Discographie
- 2003 : Promo 2003
- 2007 : When Landscapes Bled Backwards (Neurotic Records)
- 2009 : The Dead End Experiment (SFC Records)